# ЖОК Железничар Лајковац
ЖОК Железничар Лајковац је српски женски одбојкашки клуб из Лајковца. У сезони 2024/25. такмичи се у Суперлиги Србије.

## Историја
Клуб је основан 8. јуна 2008. године, на иницијативу Живорада Жике Лазаревића. Од сезоне 2012/13. такмичи се у највишем рангу.

## Успеси

### Национални
- Првенство Србије:
  - Првак (2): 2018/19, 2024/25.[6]

- Куп Србије:
  - Победник (3): 2017/18, 2018/19, 2020/21.
  - Финалиста (2): 2021/22, 2024/25.

- Суперкуп Србије:
  - Победник (2): 2019, 2021.
  - Финалиста (2): 2018, 2022.

## Познатије играчице
- Ана Антонијевић
- Ана Бјелица
- Марта Дрпа
- Александра Узелац